# Roi
Roi is een bestuurslaag in het regentschap Bima van de provincie West-Nusa Tenggara, Indonesië. Roi telt 1974 inwoners (volkstelling 2010).